# Panna Maria z Laus

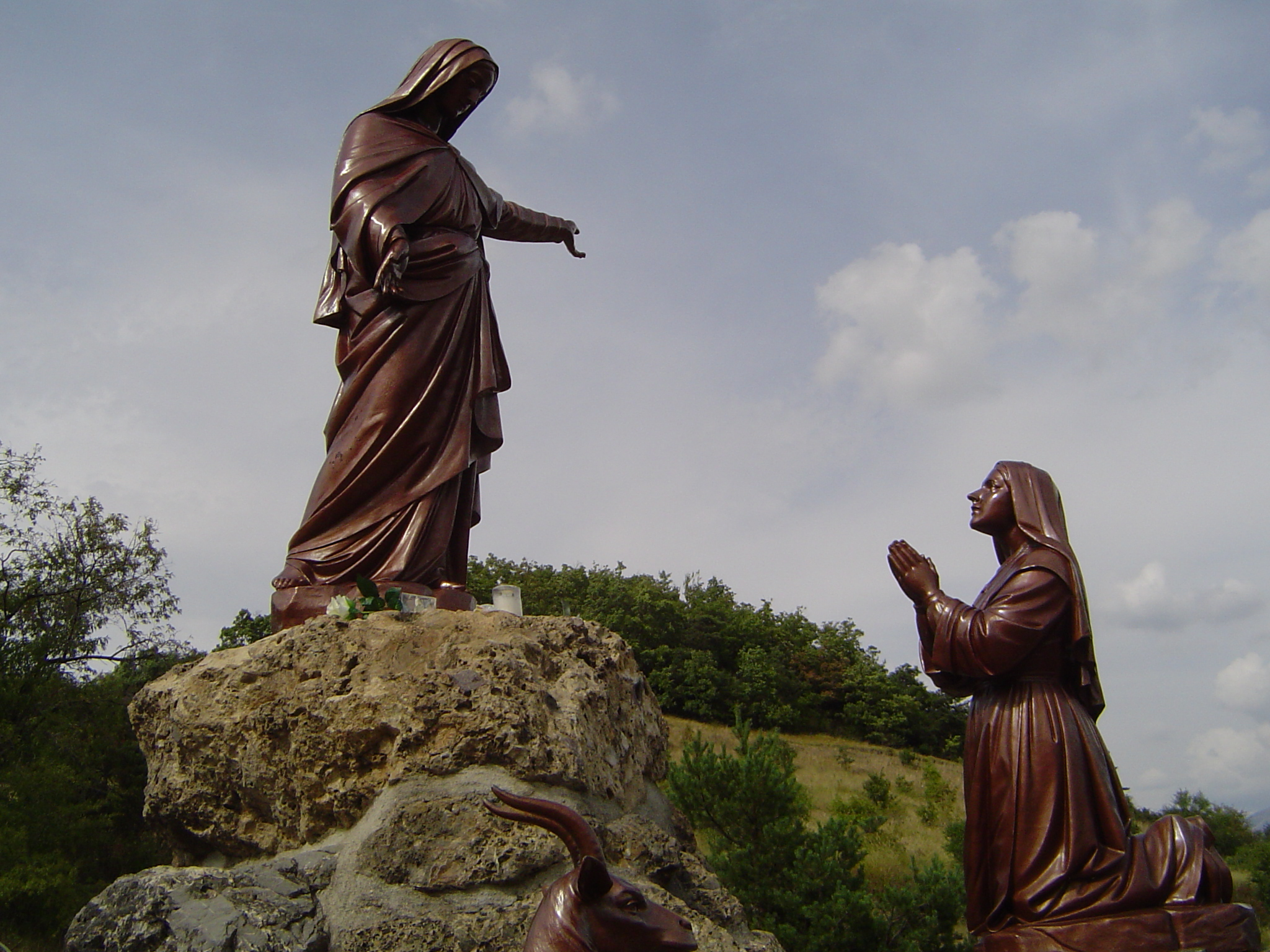
Sochy Panny Marie a Benedikta Rencurelová u místa zjevení

Panna Maria z Laus (také Útočiště hříšníků) je titul užívaný katolickou církví pro Marii, matku Ježíšovu. Titul se užívá na základě zjevení Benediktě Rencurelové v 17. století ve Francii.

## Zjevení Panny Marie v Laus
Zjevení Panny Marie v Laus je označení pro fenomén z roku 1664. Vizionářce Benediktě Rencurelové (Benoîte Rencurel) se opakovaně zjevovala Panna Maria s výzvou k modlitbě za hříšníky. Události byly od počátku sledovány církevními i státními orgány. Církevní schválení událostí v Laus probíhalo postupně, dokončeno bylo v roce 2008 a slavnostně oznámeno gapským biskupem Mons. di Falcem. V Laus se ve 21. století nachází poutní místo.

### Popis událostí

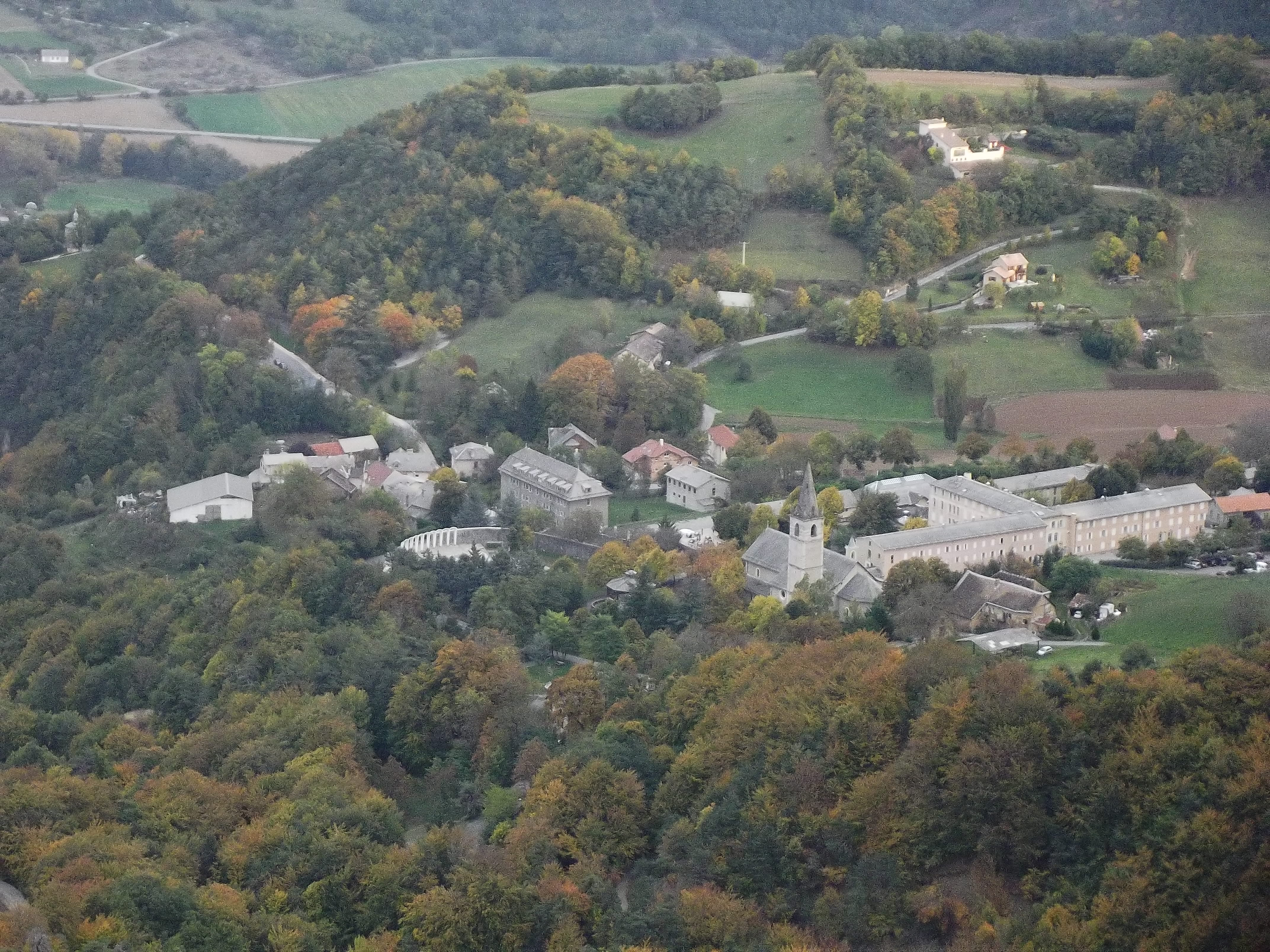
Svatyně Panny Marie s přilehlou vesničkou u Saint-Étienne

Benedikta pásla ovce u obce Saint-Étienne d'Avançon. Od května 1664 se jí na pastvinách po dobu čtyř měsíců každý den zjevovala Panna Maria, která se jí představila jako Útočiště hříšníků, tedy že je přímluvkyní pro ty, kteří zhřešili a litují svých činů. Žádala o modlitby za hříšníky. V roce 1673 se Benediktě zjevil ukřižovaný Ježíš Kristus. Od té doby až do smrti měla Benedikta stigmata. Při setkání s Benediktou se děly události náhlých uzdravení a náboženských konverzí. Případ byl zkoumán světsky i církevně. Kanonizační proces byl započat v roce 1872 a stále pokračuje.